# Fabrizio Verallo
Fabrizio Verallo (né en 1560 à Rome, alors capitale des États pontificaux, et mort le 17 novembre 1624 dans la même ville) est un cardinal italien de l'Église catholique du XVIIe siècle, créé par le pape Paul V. 
Il est le petit-neveu du cardinal Domenico Giacobazzi (1517), le neveu du cardinal Girolamo Verallo (1549), l'oncle du cardinal Fabrizio Spada (1675) et un parent du pape Urbain VII.

## Biographie
Fabrizio Verallo étudie à l'université de Pérouse. Il est chanoine de la basilique Saint-Pierre, inquisiteur de Malte du 27 septembre 1600 au 24 mai 1605 et référendaire du tribunal suprême de la Signature apostolique. En 1606 il est nommé évêque de San Severo et de 1606 à 1608, nonce apostolique en Suisse.
Le pape Paul V le crée cardinal lors du consistoire du 24 novembre 1608. Il est abbé commendataire de S. Agnese fuori le mura à Rome.
Le cardinal Verallo participe au conclave de 1621 lors duquel Grégoire XV est élu, et à celui de 1623 (élection d'Urbain VIII).

## Succession apostolique
Fabrizio Verallo a ordonné les évêques suivants :
- Évêque Girolamo Giovannelli (1609)
- Évêque Giovanni Battista Brivio (it) (1610)
- Archevêque Mario Sassi (en) (1612)
- Évêque Pompeo Cornazzano (en), O.Cist. (1615)
- Évêque Paolo Faraone (1619)
- Évêque Gregorio Pedrocca, O.F.M. (1620)
- Archevêque Bernardino Piccoli (it) (1622)